# Kamenec (Repubblica Ceca)
Kamenec è un comune della Repubblica Ceca facente parte del distretto di Rokycany, nella regione di Plzeň.